# 欧致富
欧致富（1913年—1999年3月28日），原名欧阳致富，壮族，广西田阳县人。中国人民解放军将领、中国人民解放军开国少将。1929年加入中国工农红军，参加了百色起义。土地革命战争时期，历任班长、排长、连长、团特派员、营长、随营学校校长、副科长等职，参加了中央苏区第三、四、五次反“围剿”斗争和长征。

## 生平

### 民国时期
1929年12月11日，欧致富参加了百色起义，被编入红7军第1纵队1营当通讯员，并被选为营士兵委员会委员。1930年加入中国共产主义青年团，1931年转为中国共产党党员。
1930年10月1日，欧致富随红7军前往河池集结整编，任红19师55团1营1连班长。1931年7月，红7军编入红3军团建制，欧致富升任55团1营1连2排排长。欧致富后任红7军供给部排长，黄陂之战腰部曾受过轻伤。后任红7军55团2营5团指导员，草苔岗战斗，第二次受伤。第四次反“围剿”作战中，攻打赣州时，因爆破未成功第三次受伤。出院后，欧致富曾担任过军部后勤部财务科科员兼党支部书记。1933年6月，红3军团取消军的番号，军团辖4、5、6师，欧致富被任命为5师15团2营5连指导员。1934年5月，欧致富调任第13团副特派员。同年10月，任代理特派员。1935年10月，中央红军长征到达陕北，与红15军团胜利会师。在周恩来的关心下，欧致富再次进入红军大学学习。之后，欧致富先后任红1军团13团代理团长、红四方面军教导营营长、随营学校校长、红三十一军司令部作战科副科长。
抗日战争时期，他历任八路军总部特务团团参谋长、副团长、团长等职，参加了反敌“九路围攻”、百团大战等战役。在1941年11月11日至19日进行了黄崖洞保卫战。
第二次国共内战时期，他历任旅长、旅政委、军分区司令员、师长等职，曾任中国人民解放军第五十五军副军长兼师长。1955年，授予中国人民解放军少将。

### 共和国时期
中华人民共和国成立后，他历任副军长兼师长、兵团副司令员、副军长兼炮兵主任、广州军区副参谋长、广西军区司令员、广西壮族自治区革委会第一副主任、广州军区副司令员等职。欧致富曾当选为中国共产党第九、十一次代表大会代表，第三届全国人大代表，列席了党的第八次和第十二次代表大会。1999年3月28日因病在广州逝世，享年84岁。